# Чардаклия, Анес
Анес Чардаклия (швед. Anes Čardaklija; род. 5 июля 2005) — шведский футболист, защитник ГАИС.

## Клубная карьера
Является воспитанником ГАИС, в котором начал заниматься в шестилетнем возрасте. В его составе прошёл путь от детских команд до основной. Первую игру за главную команду провёл 28 июня 2022 года против «Линдоме» в рамках первого раунда кубка Швеции. В сентябре того же года подписал с клубом своей первый профессиональный контракт. В первый сезон вместе с командой занял первое место в турнирной таблице первого дивизиона и вышел в Суперэттан.
В Суперэттане впервые сыграл 6 июня 2023 года в гостевом поединке с «Сундсваллем», появившись на поле в стартовом составе. 15 сентября продлил контракт с клубом, подписав новое соглашение на пять лет. По итогам сезона ГАИС вышел в Алльсвенскан. 31 марта 2024 года в матче первого тура против «Броммапойкарны» дебютировал в чемпионате Швеции.

## Карьера в сборной
В июне 2023 года был впервые вызван в юношескую сборную Швеции. 15 июня 2023 года дебютировал в её составе в товарищеском матче с Уэльсом.

## Клубная статистика
| Выступление      | Выступление      | Выступление      | Лига | Лига | Кубки | Кубки | Конт. кубки | Конт. кубки | Итого | Итого |
| Клуб             | Лига             | Сезон            | Игры | Голы | Игры  | Голы  | Игры        | Голы        | Игры  | Голы  |
| ---------------- | ---------------- | ---------------- | ---- | ---- | ----- | ----- | ----------- | ----------- | ----- | ----- |
| ГАИС             | Дивизион 1       | 2022             | 2    | 0    | 2     | 0     | 0           | 0           | 4     | 0     |
| ГАИС             | Суперэттан       | 2023             | 17   | 2    | 1     | 0     | 0           | 0           | 18    | 2     |
| ГАИС             | Алльсвенскан     | 2024             | 1    | 0    | 3     | 0     | 0           | 0           | 4     | 0     |
| ГАИС             | Итого            | Итого            | 20   | 0    | 6     | 0     | 0           | 0           | 26    | 0     |
| Всего за карьеру | Всего за карьеру | Всего за карьеру | 20   | 0    | 6     | 0     | 0           | 0           | 26    | 0     |